# Oktjabr'skij rajon (Oblast' di Kostroma)
L'Oktjabr'skij rajon (in russo Октябрьский район?) è un rajon dell'Oblast' di Kostroma, nella Russia europea; il capoluogo è Bogovarovo. Ricopre una superficie di 1.860 chilometri quadrati e nel 2010 ospitava una popolazione di circa 5.000 abitanti.